# Raymond Camus
Pour les articles homonymes, voir Camus.
Raymond Camus est un footballeur français né le 21 octobre 1950 à Meknès (Maroc).

## Biographie
Milieu de terrain pouvant également évoluer comme arrière latéral droit, il a accompli la totalité de sa carrière dans le Sud-Ouest. 
Reconverti comme entraîneur, il a suivi à deux reprises son ancien coéquipier des Girondins de Bordeaux, Alain Giresse dont il fut l'adjoint au Toulouse FC et, depuis juillet 2010, au Mali.

## Carrière de joueur
- 1958-1973 :  Aviron bayonnais
- 1973-1979 :  Girondins de Bordeaux
- 1979-1985 :  Toulouse FC
- 1985-1988 :  AS Saint-Seurin[1]

## Carrière d'entraîneur
- 1988-1991 :  AS Saint-Seurin (équipe B)
- 1991-2000 :  Toulouse FC (adjoint)
- 2000-2002 :  Toulouse Fontaines (formation)
- 2002-2003 :  Toulouse FC (équipe B)
- 2003-2004 :  Montauban FC
- 2004-2006 :  FC Balma
- 2006-2007 :  FC Pamiers
- 2007-2009 :  Cahors FC (directeur sportif)
- 2010-2012 :  Mali (adjoint)

## Sources
- DT Foot, Le guide du football, 2002-2003